# Scapulaire de saint Michel Archange

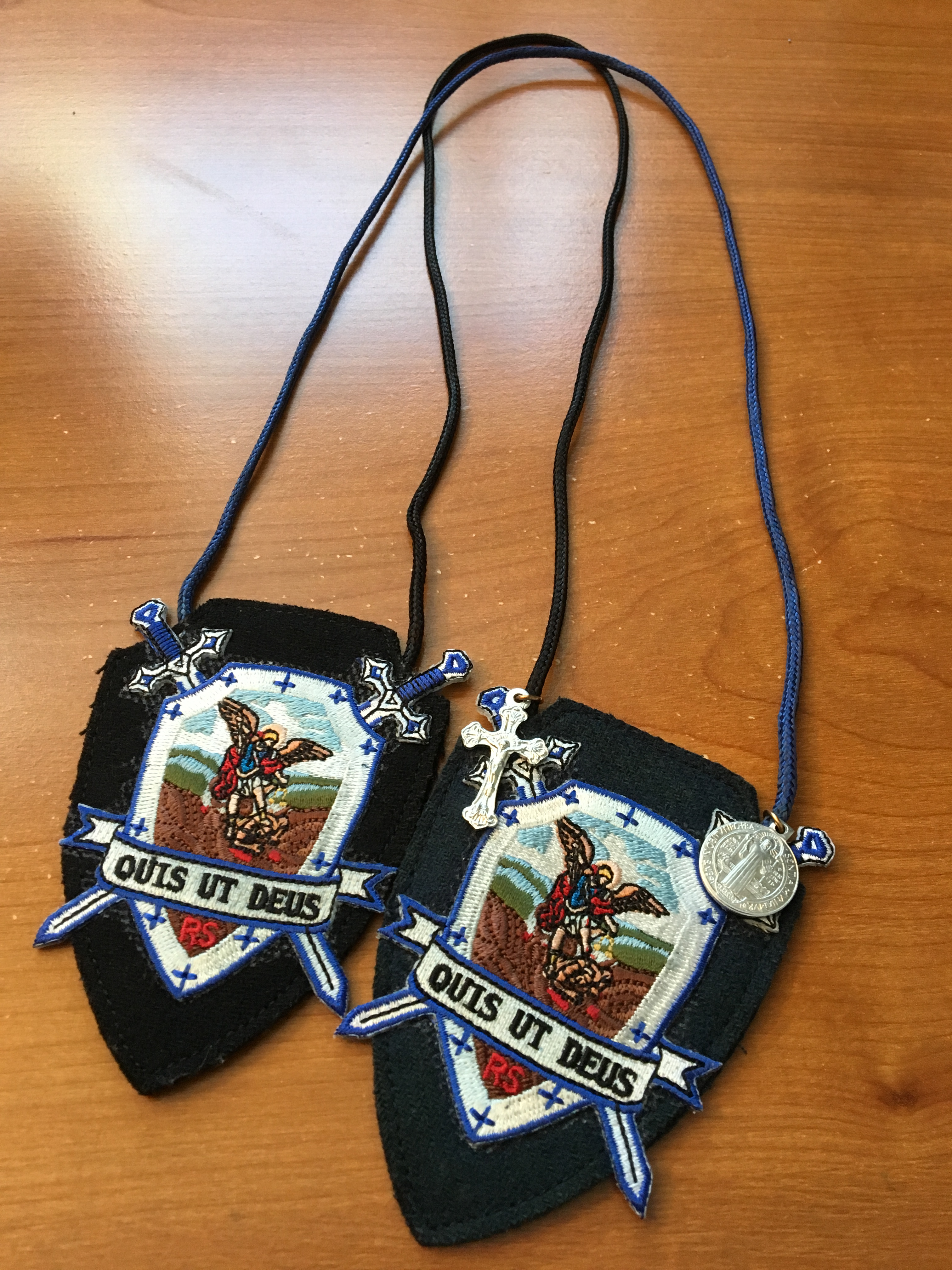

Le scapulaire de saint Michel Archange est un scapulaire catholique dédié à l'archange saint Michel. Associé au départ à la confrérie de la pieuse union de saint Michel de Rome, il est aujourd'hui répandu par la congrégation de Saint Michel Archange et les sœurs de Saint Michel Archange.

## Description
Le scapulaire de saint Michel est formé de deux morceaux de laine en forme d'écu dentelé, celui qui est sur la poitrine est de couleur bleu et celui sur le dos est noir et sont tous deux ornés de l'image de saint Michel avec l'inscription latine Quis ut Deus ?, ils sont reliés par deux cordons dont l'un est bleu et se trouve sur l'épaule droite et l'autre noir sur l'épaule gauche. Les couleurs et la forme sont symboliques, le pendant bleu figure le paradis et le cordon de même couleur sur l'épaule droite rappelle que les élus seront à la droite de Dieu tandis que la couleur noire à gauche est celle des réprouvés (Matthieu 25:32-46). La forme de bouclier est le symbole de la lutte contre le mal (éphésiens 6:11-17).

## Origine
Le 16 juin 1875, des fidèles ont l'idée de faire bénir un scapulaire de saint Michel, trois ans plus tard, une confrérie s'établit à Rome sous le nom de pieuse union de saint Michel en la basilique Sant'Eustachio à Rome transférée l'année suivante dans l'église Sant'Angelo in Pescheria par décret du 5 octobre 1879. Le 1er mars 2013, le supérieur général de la congrégation de Saint Michel Archange autorise, comme alternative au scapulaire en tissu, le port d'une médaille en forme de blason, sur l'avers est représenté saint Michel comme la statue du sanctuaire de Monte Gargano avec l’inscription « Saint Michel Archange défendez-nous dans le combat », sur le revers, le blason de la congrégation Saint Michel Archange avec l'inscription : « Qui est comme Dieu » et « La tempérance et le travail ».

## Approbation
En 1880, Léon XIII élève la pieuse union au rang d'archiconfrérie qui est appelé archiconfrérie du scapulaire de saint-Michel. La formule de bénédiction et d'imposition du scapulaire donnée dans le rituel romain est approuvé par la congrégation des rites le 23 août 1883.
Des indulgences sont accordés par la congrégation des indulgences en 1903. Chaque membre de la confrérie est investi du scapulaire. Les indulgences de la pieuse association de saint Michel sont définitivement approuvée par un décret de la congrégation des indulgences le 28 mars 1903.